# Obduktion
En obduktion (på engelsk kendt som post-mortem efter latin (efter døden)) er en medicinsk procedure, som består i at undersøge et lig for at bestemme dødsårsag og sygdomsforløb og at undersøge eventuelle sygdomme eller skader. Den udføres af en speciallæge i patologisk anatomi og cytologi.
En nekropsi er en undersøgelse af et dødt dyr.
| Lægevidenskab | Spire Denne artikel om lægevidenskab er en spire som bør udbygges. Du er velkommen til at hjælpe Wikipedia ved at udvide den. |